# Philipp Pless
Philipp Pless (* 16. März 1906 in Frankfurt am Main; † 7. Dezember 1973 ebenda), auch Philipp Pleß, war ein sozialistischer Politiker, Gewerkschafter, Journalist und Widerstandskämpfer gegen den Nationalsozialismus.

## Leben
Pless schloss sich 1919 der Freien Sozialistischen Jugend (FSJ) an, aus welcher 1920 der Kommunistische Jugendverband Deutschlands (KJVD) hervorging, dessen hessischer Bezirksleitung er von 1922 bis 1928 angehörte. Gleichzeitig absolvierte er in Offenbach bei Collet und Engelhard eine Ausbildung zum Dreher und schloss sich dem Deutschen Metallarbeiter-Verband (DMV) an. 1927/28 studierte er an der Frankfurter Akademie der Arbeit (AdA). Im selben Jahr trat Pless der KPD bei, aus der er nach knapp einem Jahr im November 1928 wegen seiner Kritik an der Revolutionären Gewerkschafts-Opposition der Thälmann-Führung als „Versöhnler“ ausgeschlossen wurde. Wenig später trat er der sich konstituierenden Kommunistischen Partei-Opposition (KPO) bei, deren Bezirksleitung für Hessen er gemeinsam mit Heinrich Galm und Alwin Heucke übernahm.
Nach der Machtübernahme der NSDAP beteiligte sich Pless an der Herausgabe der im Untergrund produzierten KPO-Monatszeitschrift Einheit in Frankfurt. Er übernahm die Leitung der illegalen KPO in der Region Frankfurt am Main und anschließend in Südwestdeutschland. Nachdem er 1933 zweimal kurzzeitig verhaftet worden war, emigrierte Pless im Februar 1934 ins Saarland, nach der dortigen Volksabstimmung floh er Mitte Januar 1935 nach Frankreich. Hier wurde er nach Ausbruch des Zweiten Weltkrieges von September 1939 bis Mitte Juli 1940 im Lager Catus interniert. Nachdem Frankreich durch die Deutschen besetzt wurde, wurden alle Ausländer wieder nach Hause geschickt. Als die Deutschen auch das nicht besetzte Frankreich (Vichy-Regierung) besetzten, musste Philipp Pless untertauchen. Eine besondere Gefahr bestand für ihn, da er die französische Widerstandsbewegung unterstützte. Unter falschem Namen war er unter anderem im Bataillon Prosper der französischen Résistance aktiv.
Im Oktober 1945 kehrte Pless nach Frankfurt zurück und zählte dort zu den Gründungsmitgliedern der Deutschen Journalisten-Union und war als Parlamentsberichterstatter für die Coburger Neue Presse und die Fränkische Tagespost tätig. Weiterhin war er seit 1946 Vorsitzender der Frankfurter Ortsgruppe und Sekretär der Arbeiterpartei (AP) um Heinrich Galm. Nachdem dieser sich vom Marxismus abgewandt hatte, trat Pless mit seinen Anhängern 1949 aus der AP aus. Nach Versuchen, u. a. in Zusammenarbeit mit Heinrich Brandler und anderen ehemaligen KPO-Mitgliedern, eine eigenständige marxistische Partei zu gründen, traten Pless und seine Anhänger 1952 der SPD bei. Im gleichen Jahr wurde Pless auch Redaktionsmitglied des DGB-Organs Welt der Arbeit und leitender Pressereferent des DGB Hessen.
1958 wurde Pless für die SPD in den Landtag gewählt, welchem er bis zu seinem Tode 1973 angehörte, ab 1966 stand er dort dem sozialpolitischen Ausschuss vor. Von 1967 bis 1972 war er zusätzlich Bundesvorstandsmitglied und hessischer Landesvorsitzender des DGB, auch war er in den 1960er Jahren in der Ostermarsch-Bewegung aktiv. Er kritisierte im August 1968 in einem Offenen Brief die Unterstützung der KPD für den sowjetischen Einmarsch in der Tschechoslowakei.

## Ehrungen
1971 bekam Pless die Wilhelm-Leuschner-Medaille durch Ministerpräsident Albert Osswald.
1971 lehnte Pless das Große Bundesverdienstkreuz ab, da viele Nationalsozialisten (NSDAP) dieses bekommen hätten.
1973 wurde Pless die Ehrenplakette der Stadt Frankfurt am Main verliehen.
Die SPD in Frankfurt-Fechenheim verleiht seit 1989 den Philipp-Pless-Preis.

## Werke
- Der Wille zur Tat. Gewerkschaften als gesellschaftsverändernde Kraft. Reden und Aufsätze. Berlin 1973